# Scripta Mathematica
Scripta Mathematica era una revista trimestral publicada por la Universidad Yeshiva dedicada a la filosofía, la historia y el tratamiento expositivo de las matemáticas.  Se decía que era, en su momento, "la única revista matemática del mundo editada por especialistas para profanos". 
La revista se creó en 1932 bajo la dirección de Jekuthiel Ginsburg, profesor de matemáticas en la Universidad Yeshiva,  y su primer número apareció en 1933  con un precio de suscripción de tres dólares por año.  Dejó de publicarse en 1973. Los artículos notables publicados en Scripta Mathematica incluyeron el trabajo del premio Nobel Percy Williams Bridgman sobre las implicaciones para la física de las paradojas de la teoría de conjuntos,  y el obituario de Emmy Noether de Hermann Weyl.  
Algunas fuentes describen que Scripta Mathematica ha sido asignada ISSN 0036-9713  pero dejó de publicarse antes del establecimiento del sistema ISSN.